# Anton Kreß
Anton Kreß (* 8. Juni 1899 in Pforzheim; † 3. Januar 1957) war ein deutscher Fußballnationalspieler. Der Stürmer des 1. FC Pforzheim kam am 5. Juni 1921 im Länderspiel in Budapest gegen Ungarn zu einem Länderspieleinsatz.

## Laufbahn

### Verein
Der Flügelstürmer spielte für den 1. FC Pforzheim. Nach dem Ersten Weltkrieg spielte er mit den Blau-Weißen aus der Goldstadt eine beachtliche Rolle im Kreis Südwest. In der Saison 1920/21 gewann er mit seinen Mannschaftskameraden die Meisterschaft im Südwestkreis, errang in der Südgruppe um die Süddeutsche Meisterschaft den ersten Rang vor dem FC Wacker München und Stuttgarter Kickers, ehe er im Halbfinale durch eine 0:1-Niederlage an Phönix Ludwigshafen scheiterte. Zwei Jahre später, 1922/23, folgte der zweite Meisterschaftsgewinn im Kreis Südwest und im Bezirksendspiel setzte man sich mit 3:0/1:1 gegen die Stuttgarter Kickers durch. In der Endrunde um die Süddeutsche Meisterschaft musste man sich aber hinter der SpVgg Fürth, Phönix Ludwigshafen und Borussia Neunkirchen mit dem vierten Rang begnügen. Am 22. Juni 1924 verlor er das Halbfinalspiel um den Süddeutschen Pokal mit 1:5 gegen den 1. FC Nürnberg.
In dieser Ära hatte der 1. FC Pforzheim mit Viktor Weißenbacher, Fritz Wetzel, Paul Forell und Gustav Roller auch noch weitere Nationalspieler und mit dem Stopper und späterem FCP-Trainer Max Müller († 5. Juli 1968) einen Auswahlspieler von Süddeutschland in ihren Reihen.
Kreß ging in der Stadt der Goldschmiede seinem Beruf als Angestellter nach und konnte alle Stürmerpositionen bekleiden. Ab Beginn der 1920er Jahre gehörte er zu den festen Größen des 1. FC Pforzheim.

### Auswahlspieler
Er wurde 1921 zum Länderspiel am 5. Juni nach Budapest gegen Ungarn eingeladen. Der Termin kollidierte mit der Endrunde um die deutsche Fußballmeisterschaft. Lediglich Torhüter Heinrich Stuhlfauth vom überlegenen Meister 1. FC Nürnberg (5:0 gegen Berliner FC Vorwärts) nahm aus dem Spielerkreis des Endspiels am Länderspiel in Budapest teil. Sechs Spieler debütierten, darunter der Flügelstürmer Anton Kreß aus Pforzheim. Mannschaftskapitän war auf Mittelstürmer Adolf Jäger, er war von den Neulingen Karl Höger, Fritz Schnürle, Emil Gröner und Kreß umgeben. Nach der 0:3-Pleite gegen die von Béla Guttmann und Imre Schlosser angeführten Gastgeber, wurde Kreß bei weiteren Länderspielen nicht mehr berücksichtigt.
Kreß kam am 9. Oktober 1921 in Mönchengladbach im Wettbewerb des Bundespokals in der Auswahl von Süddeutschland beim 6:0-Erfolg gegen Westdeutschland auf Linksaußen zum Einsatz. Er erzielte einen Treffer und der Halbrechte Josef Herberger aus Mannheim deren drei. Im Finale am 5. März 1922, das Süddeutschland mit 7:0 in Hamburg gegen Gastgeber Norddeutschland gewann, trat für den Süden eine Kombination der SpVgg Fürth und des 1. FC Nürnberg an. Am linken Flügel von Süddeutschland waren Könner wie Heinrich Altvater und Ludwig Hofmann Rivalen des Mannes aus dem Brötzinger Tal. Kreß hat acht Repräsentativspiele für Süddeutschland absolviert.
Zum 1. Mai 1933 trat er der NSDAP bei (Mitgliedsnummer 3.456.508).